# Национално знаме на Пакистан
Националното знаме на Пакистан представлява зелено платнище с бяла ивица в левия си край и бял полумесец със звезда.
Официалният флаг на страната е провъзгласен едновременно с независимостта на Пакистан на 14 август 1947 г. Зеленият цвят символизира мюсюлманите, представляващи мнозинството от населението на Пакистан, а белият символизира немюсюлманите. Белият полумесец олицетворява прогреса, а бялата звезда – света и знанието.